# Karl Kittinger
Karl Kittinger (* 1. Dezember 1857 in Karlstein an der Thaya; † 21. Dezember 1920 in Wien) war ein österreichischer Politiker (Deutsche Volkspartei, ab 1917 Deutschnationale Partei, 1920 GDVP), Postmeister und Gastwirt. Er war von 1901 bis 1907 sowie 1911 bis 1918 Abgeordneter zum Österreichischen Abgeordnetenhaus, von 1918 bis 1920 Mitglied der Nationalversammlung und von 1909 bis 1920 Abgeordneter zum Landtag von Niederösterreich sowie Landeshauptmann-Stellvertreter in Niederösterreich.

## Leben
Kittinger besuchte die Volks- und Unterrealschule und leistete zwischen 1877 und 1880 den Militärdienst ab, wobei er von 1878 bis 1880 an der Besetzung Bosniens teilnahm. Er war danach als Gasthofbesitzer und Postmeister in Karlstein tätig und war an der Gründung eine Produktivgenossenschaft für Uhrmacherei tätig. Zudem war er Mitglied des Ausschusses der Fachschule für Uhrenindustrie.

## Politik
Kittinger war lokalpolitisch von 1885 bis 1920 als Gemeinderat aktiv. Er übernahm zwischen 1885 und 1897 das Amt des Bürgermeisters von Karlstein und fungierte als Obmann des Bezirksstraßenausschusses. 1901 kandidierte er bei den Reichsratswahlen für die Landgemeinden in Niederösterreich (Gerichtsbezirke Zwettl, Waidhofen an der Thaya etc.) und war zunächst bis 1907 Reichsratsabgeordneter (X. Legislaturperiode). Bei den Landtagswahlen in Niederösterreich 1908 trat er als Kompromisskandidat der Deutschnationalen und Christlichsozialen im Wahlkreis der Städte Waidhofen an der Thaya u. a. an und war in der Folge vom 8. Jänner 1909 bis zum 8. Jänner 1915 Landtagsabgeordneter. Auch bei der Reichsratswahl 1911 war er Kompromisskandidat der beiden Parteien und wurde am 17. Juli 1911 als Reichsratsabgeordneter angelobt (XII. Legislaturperiode). Kittinger schloss sich dem Deutschen Nationalverband an und vertrat den Wahlkreis Niederösterreich 37. Nach dem Ersten Weltkrieg war er vom 5. November 1918 bis zum 4. Mai 1919 Mitglied des Provisorischen Landtags von Niederösterreich,  danach im Gemeinsamen Landtag von Niederösterreich und zuletzt bis zu seinem Tod im Landtag von Niederösterreich-Land. Zudem gehörte er vom 21. Oktober 1918 bis zum 16. Februar 1919 der Provisorischen Nationalversammlung sowie vom 4. März 1919 bis zum 9. November 1920 der Konstituierenden Nationalversammlung an. Er war außerdem vom 5. November 1918 bis zum 20. Mai 1919 Landeshauptmannstellvertreter in Niederösterreich und wurde am 20. Mai 1919 erneut als Landtagsabgeordneter angelobt. Diesem gehörte er bis zu seinem Tod an, wobei er ab 1919 Klubobmann der Deutschen Vereinigung im Landtag war.